# Франсиско Ернандес де Кордоба
Франсиско Ернандес де Кордоба (шп. Francisco Hernández de Córdoba, умро 1517), шпански колонизатор и истраживач. Његова експедиција у пролеће 1517. прва је истражила источну обалу Јукатана и успоставила први европски контакт са цивилизацијом Маја.

## Експедиција

### Припреме
После шпанског освајања и колонизације Кубе (1511-1514), Кордоба се настанио на Куби као имућан земљопоседник - било му је додељено читаво једно индијанско село, са земљом коју су обрађивали индијански кметови. Овај облик земљопоседа, са додељеним индијанским радницима, био је сличан феуду (шп. encomienda), и додељиван је првим шпанским досељеницима, као и људима који су учествовали у освајању и оснивању колоније. Међутим, прилив сиромашних досељеника из Шпаније је већ до 1517. исцрпео све расположиве изворе земље и индијанске радне снаге на Куби, и група Шпанаца-беземљаша (међу којима је био и каснији хроничар Бернал Дијаз дел Кастиљо) опремила је о свом трошку нову експедицију са циљем да заузме нове колоније на америчком копну. За вођу експедиције изабран је Кордоба, који је сносио највећи део трошкова и као угледна личност на Куби добио дозволу за истраживање од гувернера Дијега Веласкеза. Са великом муком (пошто је већина учесника била сиромашна) су опремљена три брода (две каравеле и један мањи бригантин, купљен на кредит од гувернера) са 110 људи, 15 самострела и 10 аркебуза, са залихама хлеба од маниоке и неколико свиња, уз већу количину стаклених перли и робе мале вредности намењене размени са Индијанцима. За главног навигатора унајмљен је бивши Колумбов навигатор Антон де Аламинос. Гувернер Веласкез помогао је експедицију залихама хране, тражећи да га за узврат снабдеју индијанским робовима са земље коју ће освојити.

### Путовање
Експедиција је кренула из Хаване на северној обали Кубе 8. фебруара 1517. према западу, пловећи 12 дана уз обалу острва, а затим још 9 дана на запад преко отвореног мора, после чега су угледали до тада непознату земљу. Са бродова су угледали први већи град у Новом Свету, око 2 сата хода удаљен од обале, који су назвали Велики Каиро. 4. марта покушали су да приђу обали и нађу пристаниште, али је из правца града допловило десетак огромних чамаца (пирога), начињених од издубљених стабала и покретаних на једра и весла, сваки са по четрдесетак индијанских ратника. Пошто су Шпанци знацима показали да долазе у миру, тридесетак индијанских ратника са својим поглавицом (кацик-ом) се неустрашиво попело на највећи брод, где су им Шпанци поконили по ниску стаклених перли у знак добре воље. Индијански ратници били су обучени у уске памучне тунике, памучне кошуље и постављене јакне, и били су први одевени домороци које су Шпанци до тада видели, што је уверило Шпанце да се овај народ налази на вишен ступњу цивилизације од голих Индијанаца са Кубе.

### Битка код рта Каточе
Сутрадан ујутро, исти поглавица се вратио са дванаест чамаца, и знацима и речима Конес каточе (Дођите у моју кућу, на језику Маја) позвао Шпанце да се искрцају и посете његов град. По првим индијанским речима које су запамтили, Шпанци су прозвали новооткривену земљу Рт Каточе, што је и данас најсевернија тачка на Јукатану. Убеђени мирољубивим и пријатељским понашањем Индијанаца, којих се много окупило на обали, Шпанци су се искрцали и у пратњи Индијанаца кренули путем према граду, поневши за сваки случај своје оружје. Када је поворка Шпанаца заашла између два брежуљка обрасла грмљем, поглавица је повикао и на Шпанце је са свих страна напало неколико одреда индијанских ратника, који су чекали у заседи. Индијански ратници били су наоружани копљима, луковима и праћкама, а заштићени штитовима и оклопом од памука који је сезао до колена. За трен ока, стрелама и каменицама било је рањено 15 Шпанаца, али су у борби прса у прса шпански мачеви и оклопи однели превагу, а аркебузе и самострели натерали су Индијанце у бекство после кратке борбе у којој су оставили 15 мртвих. Двојица Шпанаца су неколико дана касније подлегла ранама.
Недалеко од места битке, Шпанци су открили три грађевине од камена, у којима су нашли статуе идола направљене од глине, као и неколико идола, огрлица, дијадема и украса од злата и (већим делом) бакра, које су понели са собом. Ово су биле прве зидане грађевине које су Шпанци видели у Новом Свету.

### Долазак у Кампече
После битке Шпанци су се вратили на бродове, повевши са собом двојицу заробљених Индијанаца, који су одмах покрштени, добивши хришћанска имена Јулијан и Мелхиор. Наставили су путовање на запад уз обалу Јукатана, путујући само дању због непознате обале, а бацајући сидро преко ноћи. Идући тако 15 дана, угледали су на обали једног залива велики град, и одлучили да пристану како би насули воде, очекујући да се у близини мора налазити река или извор питке воде. На индијанском језику град се звао Кампече, али су га Шпанци прозвали Свети Лазар, пошто су га открили на његов дан (17. марта). Пошто је вода била веома плитка уз обалу, Шпанци су могли да се искрцају само у чамцима, оставивши бродове на пучини, готово два сата хода од обале. Пошто су се искрцали под пуним наоружањем и наточили воде из малог језера, из града је дошло око 50 ненаоружаних Индијанаца достојанственог држања у дугим памучним огртачима и знацима их позвало у град, показујући према изласку сунца и понављајући реч Кастиљанац. После договора шта да предузму, Шпанци су у збијеној формацији ушли у град, где су им Индијанци показали велике грађевине од камена, вешто начињене, храмове својих богова. Унутра, Шпанци су видели шарено осликане зидове, са сликама змија и идола, као и олтар прекривен усиреном крвљу, који је изгледао као да су управо биле принешене свеже жртве. Поред масе жена и сиромашно одевених Индијанаца коју су весело и радознало разгледали Шпанце, било је постројено неколико одреда стрелаца у памучним оклопима, наоружаних копљем и штитом, а десетак свештеника у белим туникама дугим до земље, са дугом косом улепљеном од усирене крви, пришли су Шпанцима и почели да их каде мирисним димом из глинених кадионица, дајући им знаке да одмах напусте град. Када су се свештеници повукли, ратници су почели да дувају у пиштаљке и ударају у бубњеве. Уплашени, Шпанци су се у збијеном поретку повукли на обалу и укрцали на бродове.

### Битка код Чампотона
Напуштајући Кампече, експедиција је пловила на југ низ обалу Јукатана још 10 дана и стигла до Чампотона, где су видели њиве засејане кукурузом и камене куће на обали. Пошто њихове бачве за воду „нису биле водонепропусне, већ су им даске зјапиле“, поново биле принуђени да пристану у потрази за водом. Пошто су се овога пута искрцали опрезније, Шпанци су још једном срели Индијанце који су им прилазили вичући чудне речи које су чули у Кампечеу. Предузимајући одговарајуће мере предострожности, експедиција је остала на копну преко ноћи са намером да ујутру поново наточи воду. Међутим, како је свануло, Шпанци су се нашли опкољени знатно бројчано надмоћнијим Индијанцима и нападнути. Бернал Дијаз у својим мемоарима наводи да је било бар 200 Индијанаца на једног Шпанца, што би износило око 20.000 ратника, број који је немогуће проверити. У једносатној бици, Шпанци су имали „два њихова војника одведена жива, њиховог капетана са десет рана од стрела, скоро све остале људе са две или три ране од стрела, и више од педесет мртвих“. Преживели су једва спасили животе и побегли на бродове, а још петорица људи су подлегла ранама наредних дана, док је Кордоба био смртно рањен. Овом битком, Кордобина експедиција била је практично завршена и вратила се на Кубу преко Флориде.

## Последице
Иако је Кордобина експедиција изгубила више од половине људи, а сам Кордоба је умро од рана неколико дана по повратку на Кубу, мала количина злата које су донели и вести о великим градовима и цивилизованим Индијанцима охрабриле су гувернера Дијега Веласкеза да већ следећег пролећа пошаље нову експедицију на Јукатан, под командом Хуана де Грихалва.